# Tanacetum parthenium
Tanacetum parthenium es una planta perenne y herbácea, aromática y medicinal, perteneciente a la familia de las Compuestas. 

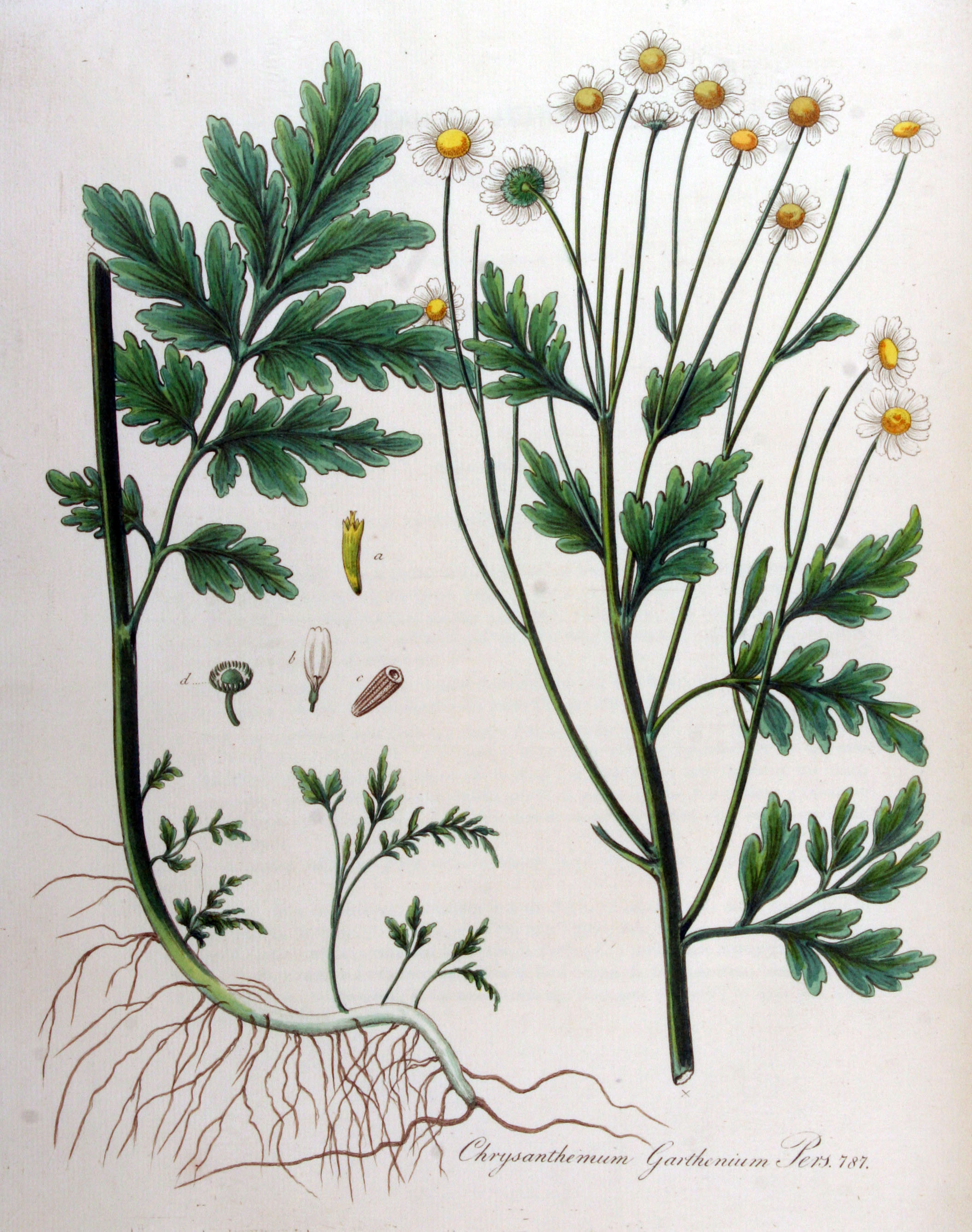
Ilustración

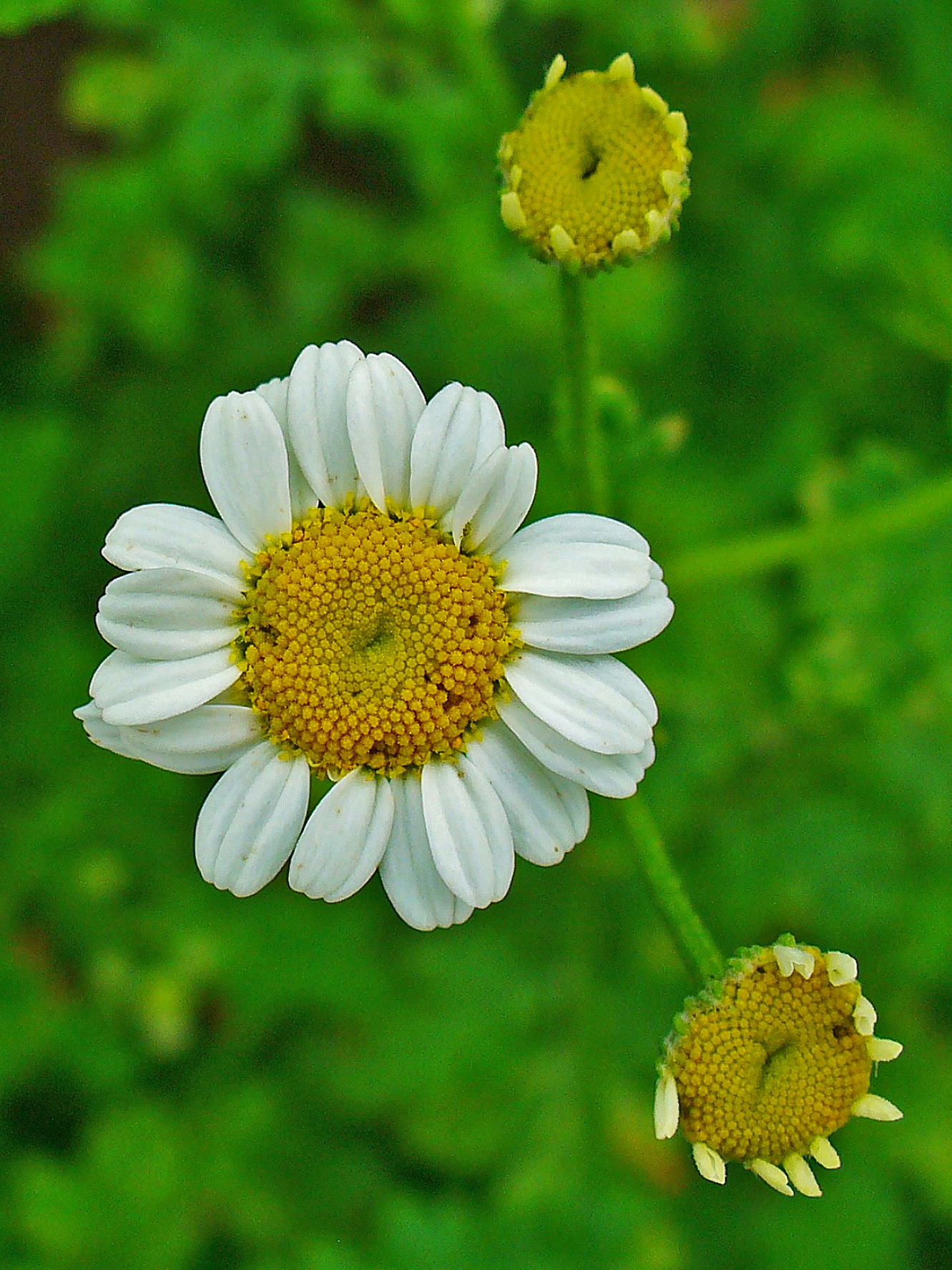
Detalle de la flor

## Descripción
Es una planta herbácea perenne, muy aromática al estrujarse, pubérula en sus tallos más jóvenes, hojas e involucros, tallos más o menos ramificados, erectos, hojas bipinnatífidas, de contorno elíptico, hasta de 8 cm de largo, pecioladas.
Sus cabezuelas por lo general son numerosas en panículas corimbiformes, sobre pedúnculos de hasta de 8 cm de largo. Tiene involucro subhemisferico, con aproximadamente 50 brácteas, las exteriores lineales y las interiores oblongas, hasta de 4 mm de largo. El receptáculo es converso o hemisferico.
Tiene de 10 a 21 flores liguladas (si son cultivadas puede tener más), sus corolas son blancas, las láminas oblongas de 2,5 a 8 mm de largo, sus corolas amarillas son de ± 1,5 mm de largo. Están provistos de 5 a 10  costillas. Glabros, vilano en forma de corona diminuta.   
Las plantas crecen entre 10 y 60 cm de alto, en tierras pobres a lo largo de caminos y campos abandonados. Tiene pequeñas flores y hojas verdes amarillentas con forma de pluma. Florece de julio a octubre; las flores están dispuestas en  corimbos de hasta 30 piezas, con algunas florecillas blancas alargadas y otras amarillas en forma de disco con brácteas involucradas cubiertas de pelusa. Las flores se parecen a las de la manzanilla de Castilla (Matricaria chamomilla L., 1753), con la que algunas veces se confunde.   Las hojas son la parte usada medicinalmente,  éstas son de color brillante, con forma definida y sabor desagradable.
Los tallos son duros y redondos, en la parte superior tienen muchas flores individuales sobre tallos pequeños que consisten en muchas hojas blancas  pequeñas; la corteza es algo dura y pequeña, con muchas fibras  fuertes. La esencia de toda la planta es muy fuerte y el sabor es muy amargo.

## Distribución y hábitat
En Albania, Bulgaria, Grecia y antigua Yugoslavia. Cultivada como ornamental. Introducida en Austria, Bélgica, Gran Bretaña, Dinamarca, República Checa, Finlandia, Alemania, Irlanda, Suiza, Holanda, España, Hungría, Italia, Portugal, Polonia, Rumanía, Rusia, Suecia y Turquía. Introducida también en Norteamérica y en Chile. Habita en lugares baldíos, setos y lugares rocosos.

## Uso medicinal

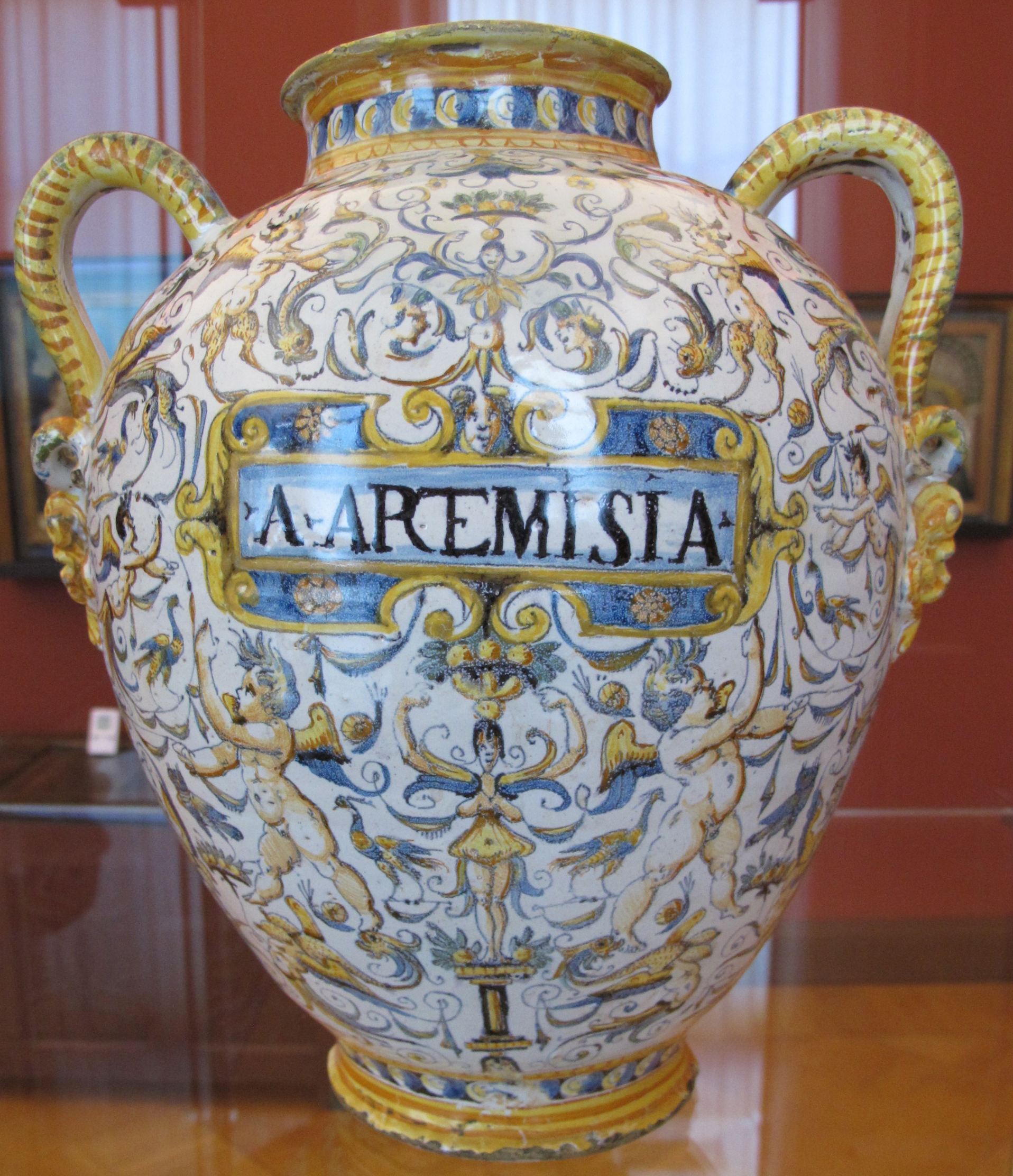
Albarelo de loza vidriada, decorado por Giovan Paolo Savino, hacia 1600, en el taller romano de Diomede Durante. Museo Lindenau de Altenburgo.

Se usa para reducir la fiebre, tratar el dolor de cabeza, artritis, problemas digestivos. Sin embargo, una revisión de los estudios han mostrado no ser mejor que una sustancia placebo en el control de migraña; aunque sigue habiendo pocos estudios sobre sus efectos. Se ha hipotetizado que inhibiría el lanzamiento de serotonina y prostaglandinas, ambos se cree que ayudan en migrañas, limitando la inflamación de vasos sanguíneos en la cabeza. En teoría, eso podría detener el espasmo de los vasos que se cree contribuir al dolor de cabeza. 

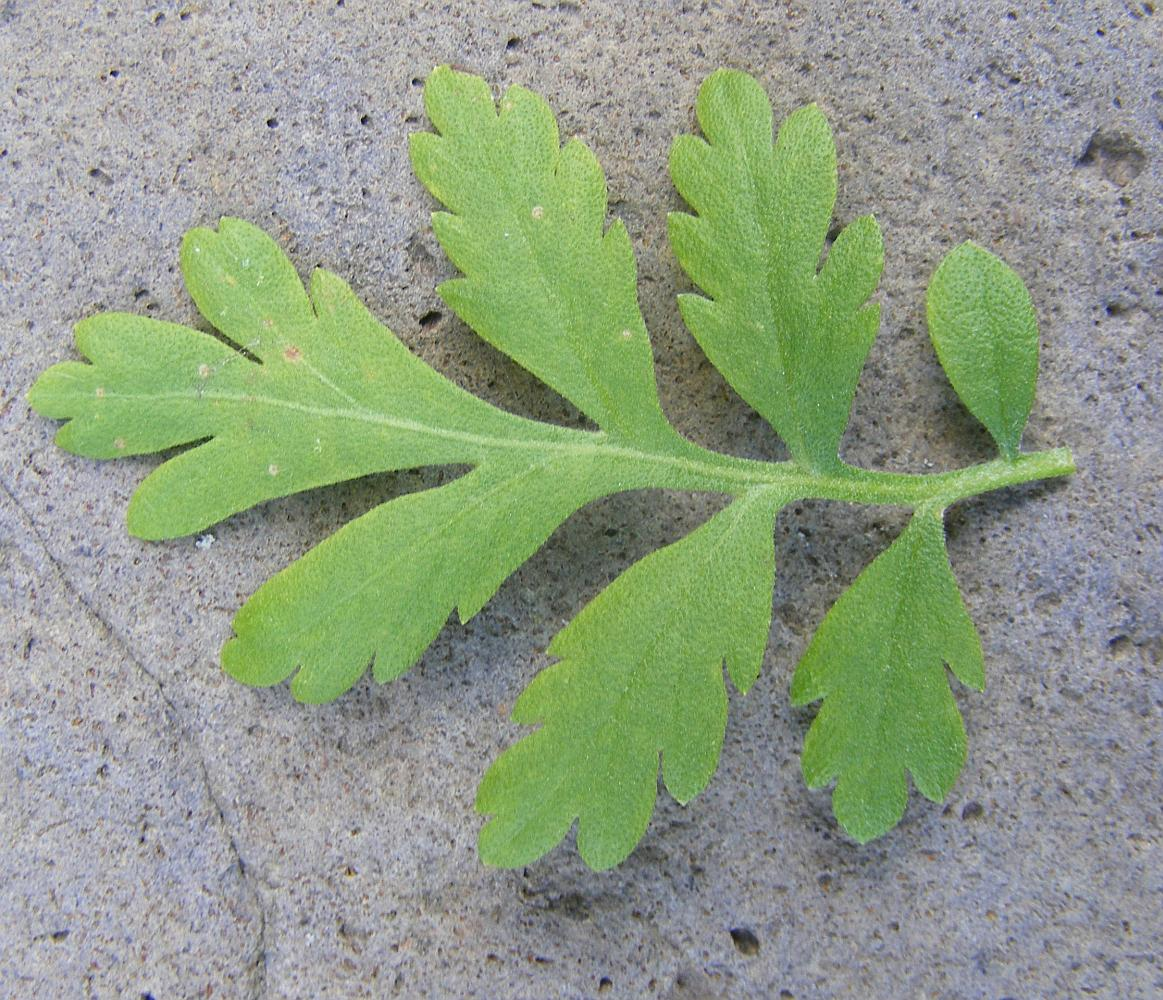
Detalle de la hoja

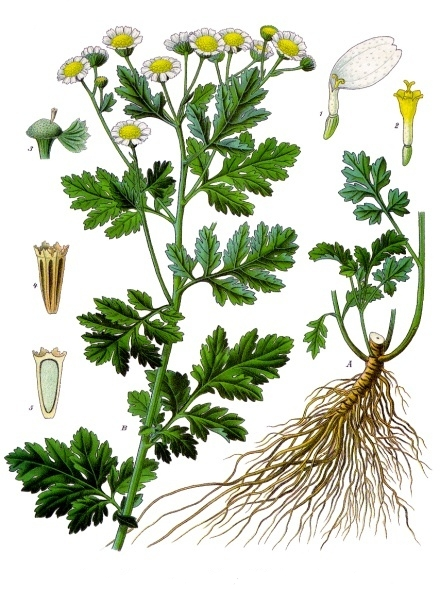
Ilustración

Sus ingredientes activos incluyen partenolida y tanetina. Las cápsulas o tabletas generalmente contienen al menos 205 mcg, de partenolida; sin embargo, debe ingerirse 4 a 6 semanas antes de resultar efectivo, por lo que no es un remedio para ataques de migraña aguda. La Partenolida ha sido encontrada recientemente en 2005, induciendo a las células de cáncer de leucemia a morir.
La matricaria es una hierba que se ha usado tradicionalmente para la fiebre, tal como su nombre en inglés lo indica (feverfew), aunque este efecto no se ha estudiado debidamente. La matricaria se ingiere más comúnmente por vía oral para la prevención de las migrañas. Se han llevado a cabo algunos ensayos en seres humanos con diversos resultados. En conjunto, estos estudios indican que el tomar matricaria diariamente en forma de cápsulas de hoja seca se podría reducir la incidencia de los ataques de dolor de cabeza en los pacientes que padecen de migrañas crónicas. No obstante, esta investigación ha sido mal diseñada y reportada. Actualmente existe evidencia poco convincente en cuanto al uso de la matricaria para los síntomas asociados con la artritis reumatoide. Durante algunos ensayos clínicos, la matricaria parece tolerarse bien, con un perfil moderado y reversible de efectos secundarios. Los efectos perjudiciales más comunes parecen ser la ulceración e inflamación bucal cuando se expone directamente a las hojas. En teoría, podría aumentar el riesgo de sangrado.

## Taxonomía
Tanacetum parthenium fue descrita por  (Carlos Linneo) Sch.Bip. y publicado en Ueber die Tanaceteen: mit besonderer Berücksichtigung der deutschen Arten 55. 1844.
Citología
Número de cromosomas de Tanacetum parthenium (Fam. Compositae) y táxones infraespecíficos: 2n=18
Etimología
Tanacetum: nombre genérico  derivado del latín medieval "tanazita" que a su vez proviene del griego "athanasia" (= inmortal, a largo plazo), que probablemente indica la larga duración de la inflorescencia de esta planta, en otros textos se refiere a la creencia de que las bebidas a base de las hojas de esta planta confiere la vida eterna.
parthenium: epíteto latino que significa "nombre de la planta en griego".
Sinonimia
- Aphanostephus pinulensis J.M.Coult.
- Chamaemelum parthenium (L.) E.H.L.Krause
- Chrysanthemum parthenium (L.) Pers.
- Chrysanthemum parthenium (L.) Bernh.
- Chrysanthemum praealtum Vent.
- Dendranthema parthenium (L.) Des Moul.
- Leucanthemum odoratum Dulac
- Leucanthemum parthenium (L.) Gren. & Godr.
- Matricaria parthenium L.	basónimo
- Parthenium matricaria Gueldenst.
- Pontia matricaria Bubani
- Pyrethrum buschianum Sosn.
- Pyrethrum demetrii Manden.
- Pyrethrum divaricatum (Sosn.) Sosn.
- Pyrethrum glanduliferum Sommier & Levier
- Pyrethrum grossheimii Sosn.
- Pyrethrum sericeum var. divaricatum (Sosn.) Sosn.
- Pyrethrum sevanense Sosn. ex Grossh.
- Tanacetum grossheimii (Sosn.) Muradyan[9]

## Nombres comunes
- Altamisa, amargaza, amargazón, arrugas, artemisa, botón de plata, botón de plata común, camamila de los huertos, camelina de los huertos, camomila de Aragón, chapote, flor de la calentura, flor de santos, gamarza, gamaza, gamazón, hierba de altamira, hierba de Santa María, hierba santa, madrehuela doble, madrehuela olorosa, madrehuela rósea, magarsa, magarza, magarza amarilla, magarzuela, manzanilla, manzanilla botonera, manzanilla brava, manzanillo, manzanillón, margaza, matricaria, matronaria, pelitre, Santa María blanca, yerba de Santa María.[10] Y en azteca: iztactzapotl, cochitzapotl.